# Paweł Wiktor
Paweł Wincenty z Wiatrowic Wiktor herbu Brochwicz (ur. 24 stycznia 1893 w Załużu, zm. 27 czerwca 1940 we Lwowie) – polski ziemianin, oficer wojskowy.

## Życiorys

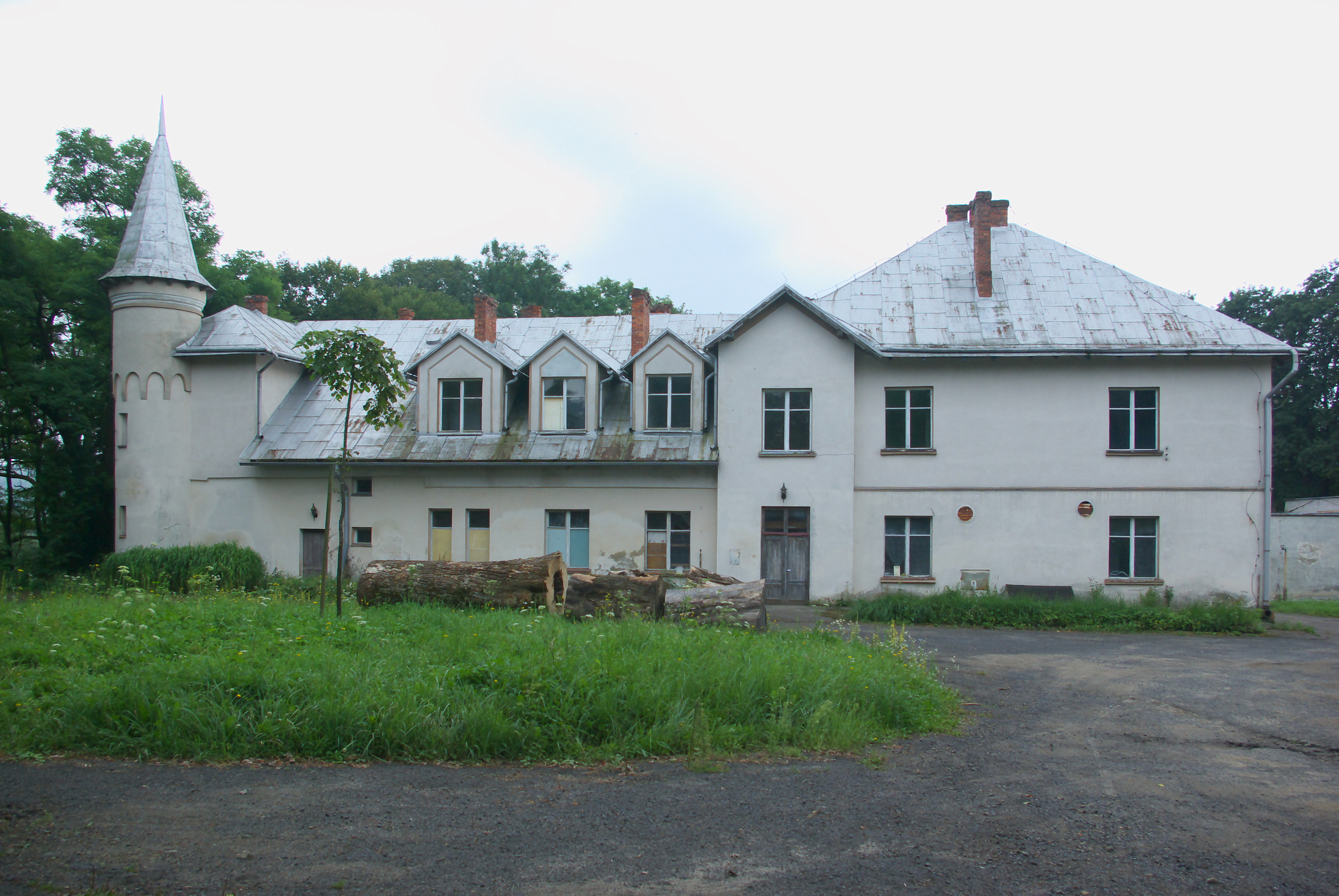
Dwór w Załużu

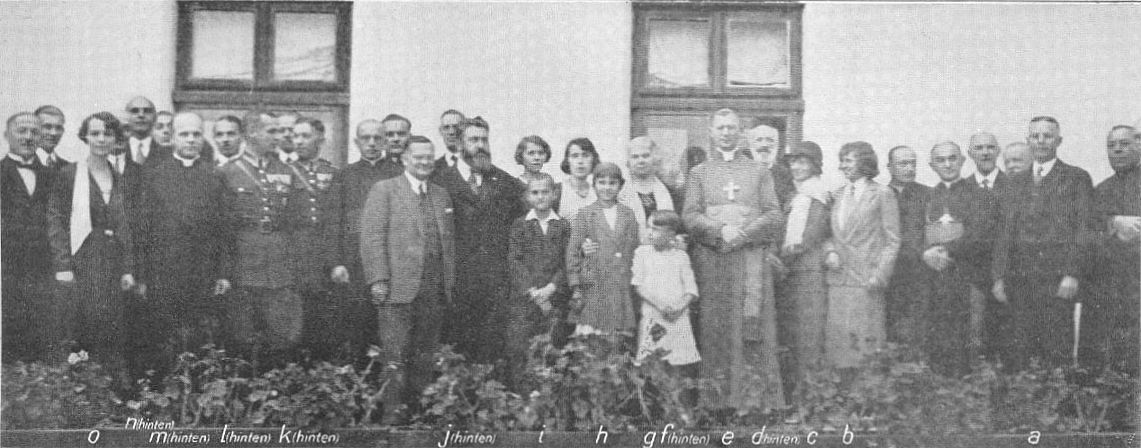
Uczestnicy uroczystości poświęcenia kościoła Matki Bożej Nieustającej Pomocy w Załużu 11 października 1931. Paweł Wiktor oznaczony n)

Paweł Wincenty z Wiatrowic Wiktor urodził się 24 stycznia 1893 w Załużu. Był wnukiem Jakuba Wiktora herbu Brochwicz (1814-1887), synem Adama Wiktora (1847-1907) i Olgi (wzgl. Aleksandry) z domu Żurowskiej herbu Leliwa (ur. 1850, córka Teofila Żurowskiego). Jego rodzeństwem byli: Stefan (ur. 1883, żonaty z Olgą Didur, córką Adama Didura, który był nieślubnym dzieckiem Jakuba Wiktora), Roman (1890-1917).
Uczył się w C. K. Gimnazjum w Sanoku, gdzie w 1911 zdał egzamin dojrzałości (w jego klasie byli m.in. Stanisław Biega, Stefan Lewicki, Jan Polański, Józef Premik, Kazimierz Swoszowski, Edward Zegarski). Podczas nauki gimnazjalnej zamieszkiwał w tym mieście u Leopolda Biegi, a po śmierci ojca pozostawał pod opieką Kazimierza Laskowskiego.
Po śmierci ojca przejął majątki Załuż, Wujskie. W 1911 posiadał w Załużu posiadał 595 ha, a w Wujskiem 425 ha. 
Podczas I wojny światowej został powołany do służby w szeregach C. K. Armii i mianowany podporucznikiem w rezerwie kawalerii z dniem 1 stycznia 1916. Do 1918 był oficerem w rezerwie 1 pułku ułanów (tak samo Stefan Wiktor). Przed 1917 został odznaczony Brązowym Medalem Zasługi Wojskowej na wstążce Krzyża Zasługi Wojskowej, a przed 1918 dodatkowo z mieczami. Po odzyskaniu przez Polskę niepodległości został przyjęty do Wojska Polskiego i zweryfikowany w stopniu porucznika rezerwy jazdy z dniem 1 czerwca 1919. W 1923, 1924 był oficerem rezerwowym 10 pułku strzelców konnych w Łańcucie. Potem zweryfikowany jako porucznik rezerwy w korpusie oficerów pospolitego ruszenia kawalerii ze starszeństwem z dniem 1 czerwca 1919 . W tym samym stopniu rezerwy w 1934 był przydzielony do Oficerskiej Kadry Okręgowej nr X  jako oficer przewidziany do użycia w czasie wojny i pozostawał wówczas w ewidencji Powiatowej Komendy Uzupełnień Sanok.
Został prezesem założonego 1 czerwca 1919 koła Towarzystwa Szkoły Ludowej w Załużu. Pełnił funkcję przewodniczącego Związku Ziemian w Sanoku. W latach II Rzeczypospolitej płody rolne ze swojego gospodarstwa sprzedawał w wynajętym od Michała Słuszkiewicza sklepie przy ul. Tadeusza Kościuszki w Sanoku, którego działalność nie utrzymała się na dłuższy czas. Wraz z rodziną wspierał finansowo budowę kościoła Matki Bożej Nieustającej Pomocy w Załużu, poświęconego uroczyście 11 października 1931. W lipcu 1937 został wybrany zastępcą prezesa (Edmunda Słuszkiewicza) Związku Obrońców Podkarpacia w Sanoku.
20 października 1917 poślubił Marię Walerię Wiktorię Pędracką (1896-1975; córka notariusza z Sanoka, świadkami na ich ślubie byli płk Mieczysław Wiktor i sędzia Józef Jaworski). Ich dziećmi byli: Adam (1918-2011, był żonaty z daleką krewną, Wandą Wiktor tj. córką Jana Wiktora), Ewa (1920-2017), Helena (ur. 1923). Zmarł 27 czerwca 1940 we Lwowie.